# ケヘチマゴケ
ケヘチマゴケ（Pohlia flexuosa）は、蘚類に分類されるコケ植物。

## 分布
日本を含むアジアとアメリカに分布。半日陰地の湿った土壌や岩上、あるいは腐木上などで生育しており、普通にみられる種である。

## 形態
茎は長さ1-2cm。葉は披針形で、上部には葉縁がある。葉の長さは2mm前後。中肋は1本で葉の先端付近までのびる。
雌雄異株。胞子体は茎の先に付く。蒴は3-6cmの蒴柄の先につき、洋梨形。

## 類似種
同属のヘチマゴケやホソエヘチマゴケに類似する。ヘチマゴケは雌雄同株であることなどで区別でき、ホソエヘチマゴケは蒴の内部にある内蒴歯の数等によって区別される。